# Maps (Künstler)
Maps ist der Künstlername des britischen Elektropoppers James Chapman. Der aus der englischen Stadt Northampton stammende Künstler ist stilistisch dem Elektropop der 1990er Jahre, dem psychedelischen Folkrock und dem so genannten Shoegazing (Dreampop) zuzuordnen.

## Karriere
In jungen Jahren war James Chapman Mitglied einer Indie-Rockgruppe. Später traf er den erfolgreichen englischen Elektropopper Aphex Twin, der ihm den Zugang zur elektronischen Musik öffnete.
Im Jahr 2005, erschien die EP Start Something/To the Sky unter seinem eigenen Label Lost Space Recording. Danach veröffentlichte er die Single Don´t Fear. Ein Jahr später schaffte es der Titel auf Platz 26 in den „Records of the year“ der britischen Musikzeitschrift New Musical Express. 
Im Sommer 2007 veröffentlichte James Chapman zusammen mit dem britischen Independent-Label Mute Records sein Debütalbum We can create, aus dem er die Singles It will find you, You don´t know her name und To The Sky veröffentlichte. Das Album wurde noch im selben Jahr für den Mercury Music Prize nominiert.
2009 erschien das zweite Studioalbum Turning the Mind. Im Vergleich zum ersten Album waren deutlich weniger Einflüsse von der Musikrichtung Shoegazing herauszuhören, während Elektropopelemente beibehalten wurden.  
Typisch an Chapmans Musik ist, dass sie mit elektronischen Instrumenten begleitet wird und über eine melancholische sowie melodische Art verfügt. Trotz des nachdenklichen Stils beinhalten die meisten Stücke rhythmische Beats.

## Diskografie

### Alben
- Start Something EP (2006)
- We can create (2007)
- Turning the Mind (2009)
- Vicissitude (2013)
- Colours. Reflect. Time. Loss. (2019)

### Singles
- Start Something (2005)
- Lost My Soul (2006)
- Don´t Fear (2006)
- It will find you (2007)
- You don´t know her name (2007)
- To The Sky (2007)
- Let Go Of The Fear (2009)
- Love will come (2009)
- I Dream of Crystal (2009)
- A.M.A. (2013)